# Heinrich von Schwarzenburg bei Rötz
Heinrich von Schwarzenburg ist der erste sicher belegte Edelfreie der älteren Schwarzenburger bei Rötz.

## Leben
Um das Jahr 1054 (1048–1060) erscheint der Name des Heinrich von Schwarzenburg im Schenkungsbuch des Klosters St. Emmeram (Regensburg). Der Eintrag als Vogt des Klosters und der Regensburger Kirche sowie seine Position als Spitzenzeuge dokumentieren seine gehobene gesellschaftliche Stellung. Sichere Belege für seine Eltern oder seine Lebenszeit liegen nicht vor. Eine weitere Urkunde zu Heinrich ist derzeit nicht bekannt. Um 1060/1068 erscheint dann Graf Ratpot von Cham als Vogt von St. Emmeram. Ob Heinrich das Vogtamt abgegeben hatte oder verstorben war, bleibt unklar. Im Nekrolog (Totenbuch) der Regensburger Domkirche ist der Tod des Vogtes Heinrich ohne Jahresangabe an einem 22. November vermerkt.  
Heinrich hatte mehrere Enkel, von denen Erzbischof Friedrich I. von Köln der bekannteste und wirkmächtigste Schwarzenburger überhaupt ist. Der genaue namentliche personelle Zusammenhang zwischen Heinrich und Friedrich I. ist nicht sicher belegt. Ein möglicher Zusammenhang nach genealogischen Kombinationen ist den Genealogischen Tafeln zur Mitteleuropäischen Geschichte von Dr. Wilhelm Wegener zu entnehmen (Tafel 17 mit Erläuterung S. 190–201, S. 152/22 und S. 238/3). Ein Grafentitel ist in den eindeutigen urkundlichen Belegen zu den älteren Schwarzenburgern (1048/1060 – 1148) nicht genannt. 